# Årets unga innovatör
Årets unga innovatör (fram till 2021: Finn upp) är en svensk innovationstävling för ungdomar. Tävlingen avgörs i två olika klasser, en för årskurs 6–9 i grundskolan samt en för gymnasieelever. Ungdomarna kan tävla i grupp eller individuellt. Den arrangeras av Unga innovatörer (fd Ingenjörsamfundet). Tävlingen arrangerades första gången 1979 och hölls inledningsvis vart tredje år, men sedan 2014 anordnas tävlingen varje år. Vid starten samarbetade ISF runt tävlingen tillsammans med Svenska Uppfinnareföreningen och tidningen Ny Teknik. Sedan starten har över 100 000 elever deltagit i tävlingen.
År 2005 fick tävlingen Kunskapspriset av Nationalencyklopedin i kategorin Folkrörelser/organisationer.